# Černivecký rajón
Černivecký rajón (ukrajinsky Чернівецький район) byl rajón ve Vinnycké oblasti na Ukrajině. Hlavním městem byly Černivci a rajón měl přibližně 21 tisíc obyvatel. 

## Sídla v rajónu
- Černivci